# 난나 넵스도티르

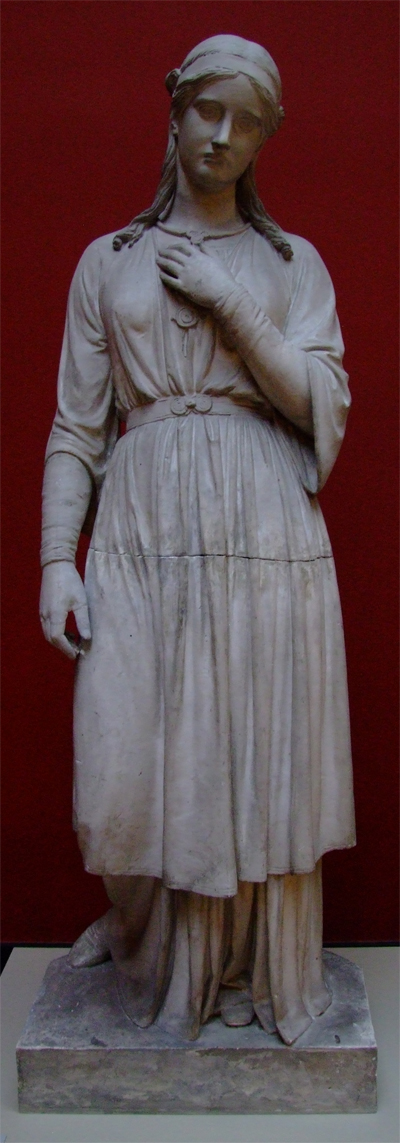
난나 넵스도티르

난나 넵스도티르(고대 노르드어: Nanna Nepsdóttir)는 노르드 신화의 여신이다. 난나 넵스도티르에 대한 기록은 여러 군데에서 찾을 수 있다.
13세기에 스노리 스투를루손이 쓴 《신 에다》에 보면 난나 넵스도티르는 발드르의 아내이며 포르세티의 어머니이다. 발드르가 죽은 뒤 난나 넵스도티르는 너무 슬퍼서 죽었다고 한다. 난나 넵스도티르의 시체는 발드르의 시체와 함께 발드르의 배에 태워졌고, 배에 불을 질러 바다에 띄어보냈다. 난나 넵스도티르와 발드르는 헬헤임에서 다시 만났다. 발드르를 살려내기 위해 헤르모드가 헬헤임으로 갔을 때 난나 넵스도티르는 헤르모드에게 다른 신들에게 선물을 전해달라고 했는데, 프리그에게는 아마포 로브를, 풀라에게는 반지를 주었으나 나머지 신들에게는 뭘 주었는지 특정되지 않는다. 여러 스칼드 시가에도 난나 넵스도티르라는 이름이 빈번히 등장한다.
13세기 이전의 서사시 모음집인 《고 에다》에는 난나라는 이름이 딱 한번밖에 언급되지 않는데, 이 난나가 《신 에다》의 발드르의 아내 난나 넵스도티르와 동일인인지 여부는 불확실하다.
12세기에 삭소 그라마티쿠스가 쓴 《데인인의 사적》에 따르면 난나 넵스도티르는 인간 여성으로, 노르웨이의 왕 게바르의 딸이었다. 반신 발데루스(= 발드르)와 인간 전사 회테루스(= 호드)가 모두 난나 넵스도티르에게 반했고, 난나 넵스도티르를 차지하기 위해 둘은 몇 차례에 걸쳐 싸웠다. 난나 넵스도티르는 회테루스를 사랑했고, 결국 그와 결혼한다. 발데루스는 난나 넵스도티르와 관련된 악몽을 꾸다가 쇠약해지고 회테루스에게 죽임을 당한다.